# Immaculada de Borbó-Dues Sicílies
Immaculada de Borbó-Dues Sicílies (Nàpols, 14 d'abril de 1844 - Viena, 1899) fou arxiduquessa d'Àustria, Princesa de les Dues Sicílies amb el tractament d'altesa reial que es maridà en el si de la casa gran ducal de la Toscana.
Nascuda a Nàpols, essent filla del rei Ferran II de les Dues Sicílies i de l'arxiduquessa Maria Teresa d'Àustria, per via paterna era neta del rei Francesc I de les Dues Sicílies i de la infanta Maria Isabel d'Espanya; mentre que per via paterna ho era de l'arxiduc Carles Lluís d'Àustria i de la princesa Enriqueta de Nassau-Weilburg.
El dia 19 de setembre de 1861 es casà a Roma amb l'arxiduc Carles Salvador d'Àustria-Toscana, fill del gran duc Leopold II de Toscana i de la princesa Antonieta de Borbó-Dues Sicílies. La parella tingué deu fills:
- SAIR l'arxiduquessa Maria Teresa d'Àustria-Toscana, nada a Alt Bunzlau el 1862 i morta a Saybusch el 1933. Es casà el 1886 a Viena amb l'arxiduc Carles Esteve d'Àustria.
- SAIR l'arxiduc Leopold Salvador d'Àustria-Toscana, nat a Alt Bunzlau el 1863 i mort el 1931 a Viena. Es casà el 1889 amb la infanta Blanca d'Espanya.
- SAIR l'arxiduc Francesc Salvador d'Àustria-Toscana, nat a Alt-Münster el 1866 i mort a Viena el 1939. Es casà en primeres núpcies a Bad Ischl el 1890 amb l'arxiduquessa Maria Valèria d'Àustria; i en segones núpcies a Viena el 1934 amb la baronessa Melanie von Riesenfels.
- SAIR l'arxiduquessa Carolina d'Àustria-Toscana, nada a Alt-Münster el 1869 i morta a Budapest el 1945. Es casà a Viena el 1894 amb el príncep August Leopold de Saxònia-Coburg Gotha.
- SAIR l'arxiduc Albert d'Àustria-Toscana, nat a Alt-Bunzlau el 1871 i mort a Bolzano el 1896.
- SAIR l'arxiduquessa Maria Antonieta d'Àustria-Toscana, nada a Viena el 1874 i morta a Arco el 1891.
- SAIR l'arxiduquessa Maria Immaculada d'Àustria-Toscana, nada a Viena el 1878 i morta a Althausen el 1968. El 1900 es casà a Viena amb el duc Robert de Württemberg.
- SAIR l'arxiduc Rainier d'Àustria-Toscana, nat a Viena el 1880 i mort a Arco el 1889.
- SAIR l'arxiduquessa Enriqueta d'Àustria-Toscana, nada a Viena el 1884 i morta a Traunkirchen el 1886.
- SAIR l'arxiduc Ferran Salvador d'Àustria-Toscana, nat a Viena el 1888 i mort a Traunkirchen el 1891.

Maria Immaculada morí a Viena el 1899 a l'edat de 58 anys.